# My Hero Academia: Dos herois
My Hero Academia: Dos herois (僕のヒーローアカデミア THE MOVIE ～２人の英雄～, Boku no Hīrō Akademia Za Mūbī ～Futari no Hīrō～) és una pel·lícula de superherois d'animació japonesa del 2018 basada en una història original amb els personatges de la sèrie de manga My Hero Academia de Kōhei Horikoshi. Produïda per Bones i distribuïda per Toho, la pel·lícula està dirigida per Kenji Nagasaki a partir d'un guió escrit per Yōsuke Kuroda i compta amb un repartiment que inclou Daiki Yamashita, Kenta Miyake, Mirai Shida, Katsuhisa Namase, Nobuhiko Okamoto, Ayane Sakura, Kaito Ishikawa, Yuki Kaji, Marina Inoue, Toshiki Masuda, Ryō Hirohashi, Tasuku Hatanaka, Kei Shindō i Rikiya Koyama.
El desembre de 2017 es va anunciar una pel·lícula de la franquícia, amb Nagasaki, Kuroda i Yoshihiko Umakoshi, així es va confirmar uns quants dies després que dirigirien la pel·lícula, n'escriurien el guió i en dissenyarien els personatges, respectivament, després d'haver participat en l'anime original. Els personatges originals de la pel·lícula es van anunciar a l'abril i juny de 2018.
My Hero Academia: Dos herois va tenir la seva preestrena a Los Angeles el 5 de juliol de 2018 i es va estrenar al Japó el 3 d'agost, amb un llançament limitat als Estats Units i al Canadà del 25 de setembre al 2 d'octubre. La pel·lícula va recaptar 33,4 milions de dòlars a tot el món i va rebre crítiques positives de la crítica. Va ser seleccionada als Crunchyroll Anime Awards com a millor pel·lícula del 2018 i va ser nominada als Newtype Anime Awards a la millor pel·lícula d'anime. Se n'han fet dues seqüeles: My Hero Academia: el despertar dels herois (2019) i My Hero Academia: Missió mundial d'herois (2021).
La versió en català de la pel·lícula es va estrenar el 8 de desembre de 2022 al canal SX3. El doblatge va ser produït per SVI-Sonygraf i dirigit per Pep Sais. Compta amb les veus d'Iván Priego (Izuku Midoriya "Deku"), Ramon Canals (All Might), Estel Tort (Melissa Shield) i José Posada (David Shield), entre d'altres.

## Argument
Mentre els alumnes de l'institut Yûei es preparen per passar les vacances d'estiu, l'All Might i l'Izuku reben una invitació per visitar una ciutat mòbil flotant coneguda amb el nom d'Illa I. Allà està a punt d'inaugurar-se una gran exposició, l'Expo-I, on es mostraran els principals avenços tecnològics dels científics especialitzats en dons, pensats per ajudar els herois a dur a terme la seva difícil tasca. Quan arriben a l'illa, l'Izuku coneix la filla d'un gran amic de l'All Might, la Melissa, que li recorda a ell mateix en el passat, perquè no té cap do. De sobte, durant la festa de recepció de l'Expo-I, un malvat desconegut saboteja el sistema de seguretat i tots els convidats que hi ha a la festa són agafats com a ostatges.

## Repartiment de veu
| Personatge                     | Japonès                               | Català                             |
| ------------------------------ | ------------------------------------- | ---------------------------------- |
| Izuku Midoriya / Deku          | Daiki Yamashita                       | Iván Priego Conchita Ramírez (nen) |
| Toshinori Yagi / All Might     | Kenta Miyake                          | Ramon Canals                       |
| Melissa Shield                 | Mirai Shida                           | Estel Tort                         |
| Katsuki Bakugo / Dynamight     | Nobuhiko Okamoto                      | Jaume Cuartero                     |
| Shōto Todoroki / Shōto         | Yuki Kaji                             | Sergi Olmo                         |
| Ochaco Uraraka / Uravity       | Ayane Sakura                          | Irene Miràs                        |
| Tenya Īda / Ingenium           | Kaito Ishikawa                        | Sergio Mesa                        |
| Eijiro Kirishima / Red Riot    | Toshiki Masuda                        | Cesc Martínez                      |
| Minoru Mineta / Grape Juice    | Ryō Hirohashi                         | Carme Ambrós                       |
| Denki Kaminari / Chargebolt    | Tasuku Hatanaka                       | Héctor García                      |
| Momo Yaoyorozu / Creati        | Marina Inoue                          | Lourdes Fabrés                     |
| Kyōka Jirō / Earphone Jack     | Kei Shindō                            | Iris Lago                          |
| Hanta Sero / Cellophane        | Kiyotaka Furushima                    |                                    |
| Rikido Sato / Sugarman         | Tōru Nara                             |                                    |
| Mezo Shoji / Tentacole         | Masakazu Nishida                      |                                    |
| Fumikage Tokoyami / Tsukuyomi  | Yoshimasa Hosoya                      |                                    |
| Mina Ashido / Pinky            | Eri Kitamura                          | Maria Romeu                        |
| Tsuyu Asui / Froppy            | Aoi Yūki                              | Yolanda Gispert                    |
| Toru Hagakure / Invisible Girl | Kaori Nazuka                          | Anna Maria Camps                   |
| Swordkil                       | Takayuki Masuda                       | Roger Pera                         |
| Wolfram                        | Rikiya Koyama                         | Francesc Belda                     |
| Nobu                           | Nobuyuki Hayakawa                     | Ferran Carnicero                   |
| Daigo                          | Daigo Yamamoto                        | Dídac Badias                       |
| Samuel Abraham                 | Mitsuru Ogata                         | Pep Sais                           |
| Shigaraki / All For One        | Akio Ōtsuka                           | Toni Astigarraga                   |
| Mr. Plastic                    | Kensuke Satō                          | Eric Palau                         |
| Electoplant                    | Keiji Hirai                           |                                    |
| Cow Lady                       | Tomomi Kawamura                       |                                    |
| David Shield                   | Katsuhisa Namase Ryōhei Kimura (jove) | José Posada                        |